# Linguistic Survey of India
Il Linguistic Survey of India (Indagine linguistica dell'India), in acronimo LSI, è una indagine completa sulle lingue dell'India britannica, che descrive 364 lingue e dialetti.
L'indagine fu proposta per la prima volta da George Abraham Grierson, un membro del Servizio Civile Indiano e un linguista che frequentò il VII Congresso orientale internazionale tenutosi a Vienna nel settembre del 1886.
Lì propose un'indagine linguistica che all'inizio fu rifiutata dal governo dell'India ma dopo diverse insistenze e dimostrando che si sarebbe potuto utilizzare la rete esistente di ufficiali governativi ad un costo ragionevole venne approvata nel 1891.
Partì, però, formalmente solo nel 1894 e continuò per 30 anni, per poi essere pubblicata nel 1928.

## Elenco dei volumi
L'elenco dei volumi pubblicati da Grierson dal 1898 al 1928 sono:
- I. Parte I   Introduzione

Parte II Vocabolario comparativo delle lingue indiane
- II  Mon–Khmer e famiglia Tai
- III Parte I  Himalayan Dialects, North Assam Groups

Parte II Gruppi Bodo–Naga & Kochin delle Lingue tibeto-birmane
Parte III Kuki-Chin e Gruppi birmani delle lingue Tibeto-birmane
- IV. Munda e Lingue dravidiche
- V.  Lingue indoarie, (Gruppo orientale)

Parte I   Bengali-Assamese
Parte II  Bihari e Oriya
- VI   Lingue indoarie, Gruppo Mediano (Hindi orientale)
- VII  Lingue indoarie, Gruppo meridionale (Marathi)
- VIII Lingue indoarie, Gruppo Nord-occidentale

Parte I   Sindhi e Lahnda
Parte II  Dardiche o Lingue Pisacha (tra cui Kashmiri)
- IX. Lingue indoarie, Gruppo Centrale

Parte I   Hindi occidentale & Panjabi
Parte II  Rajasthani e Gujarati
Parte III Bhil tra cui Khandesi, Banjari o Labhani, Bahrupia Etc.
Parte IV  Pahari e Gujuri
- X.  Lingue iraniane
- XI. "Lingua romaní"